# I'm No Angel
I'm No Angel (en España y Latinoamérica conocida como No soy ningún ángel ) es una película de comedia negra de 1933 dirigida por Wesley Ruggles y protagonizada por Mae West y Cary Grant.
Filmada durante la Gran Depresión, West recibió el crédito exclusivo por la historia y el guion. Es una de sus películas que no fue sometida a una fuerte censura.

## Reparto
- Mae West como Tira
- Cary Grant como Jack Clayton

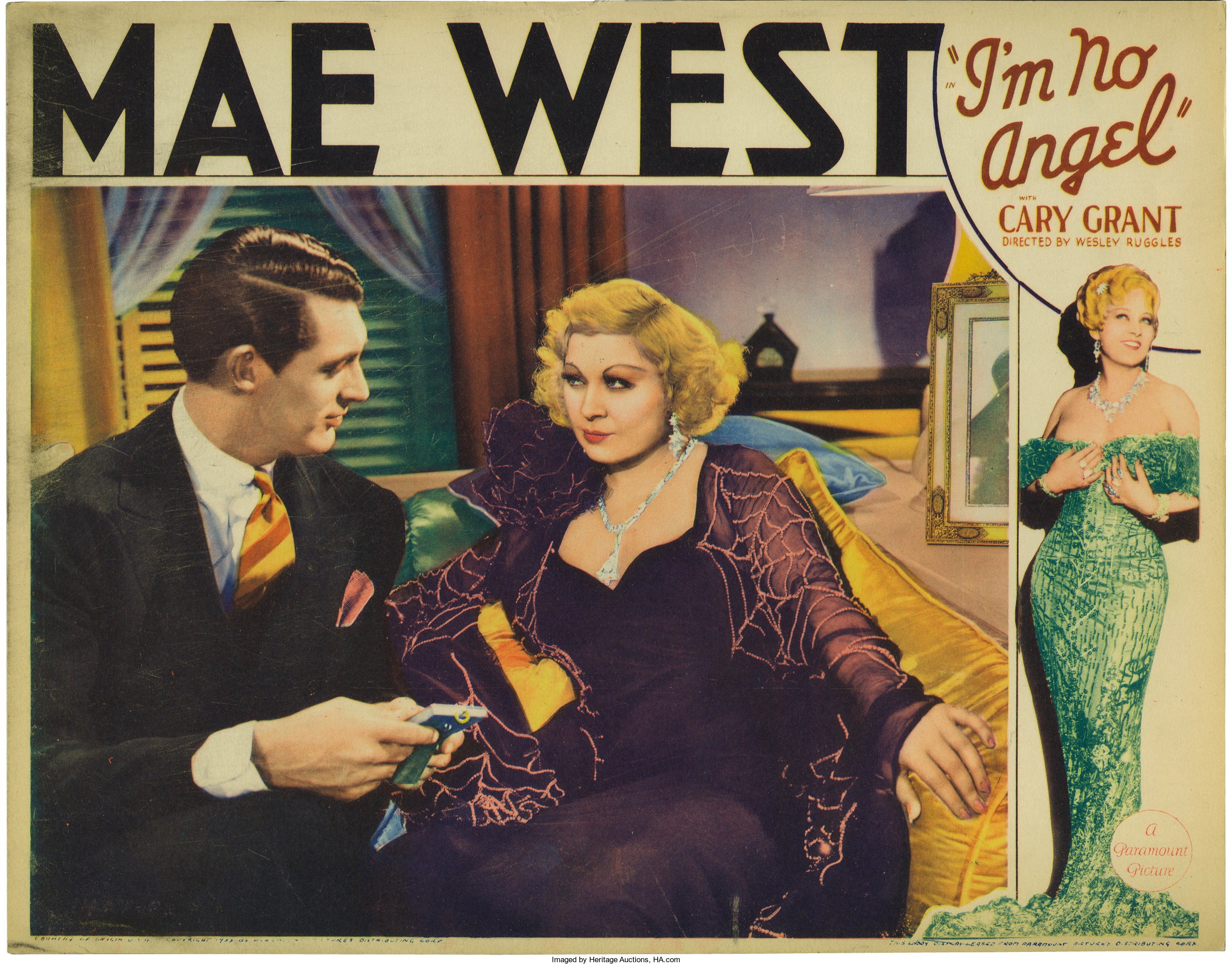
Anuncio publicitario con Cary Grant y Mae West

- Gregory Ratoff como Benny Pinkowitz
- Edward Arnold como "Big Bill" Barton
- Ralf Harolde como "Slick" Wiley
- Kent Taylor como Kirk Lawrence
- Gertrude Michael como Alicia Hatton
- Russell Hopton como "Flea" Madigan
- Dorothy Peterson como Thelma
- William B. Davidson como Ernest Brown (como Wm. B. Davidson)
- Gertrude Howard como Beulah Thorndyke
- Libby Taylor como Libby
- Hattie McDaniel como la manicurista de Tira

## Frases icónicas de Mae West
- "¡Oh, Beulah, pélame una uva!"
- "Bueno, lo que cuenta no son los hombres en tu vida, es la vida en tus hombres".
- "Cuando soy buena soy muy buena. Pero cuando soy mala soy mejor".